# NGC 5832
NGC 5832 est une petite galaxie spirale barrée relativement rapprochée et située dans la constellation de la Petite Ourse. Sa vitesse par rapport au fond diffus cosmologique est de 468 ± 2 km/s, ce qui correspond à une distance de Hubble de 6,91 ± 0,48 Mpc (∼22,5 millions d'al). NGC 5832 a été découverte par l'astronome germano-britannique William Herschel en 1785.
La classe de luminosité de NGC 5832 est II et elle présente une large raie HI. De plus, c'est une galaxie du champ, c'est-à-dire qu'elle n'appartient pas à un amas ou un groupe et qu'elle est donc gravitationnellement isolée. En raison d'une brillance de surface égale à 14,35 mag/am2, on peut qualifier NGC 5832 de galaxie à faible brillance de surface (LSB en anglais pour low surface brightness). Les galaxies LSB sont des galaxies diffuses (D) avec une brillance de surface inférieure de moins d'une magnitude à celle du ciel nocturne ambiant.
La vitesse radiale de 447 km/s de NGC 5832 est trop faible et on ne peut utiliser la loi de Hubble-Lemaître pour calculer sa distance à partir du décalage vers le rouge. Cependant, à ce jour, cinq mesures non basées sur le décalage vers le rouge (redshift) donnent une distance de 9,950 ± 2,084 Mpc (∼32,5 millions d'al). Notons cependant que c'est avec la valeur moyenne des mesures indépendantes, lorsqu'elles existent, que la base de données NASA/IPAC calcule le diamètre d'une galaxie.